# Aplonis zelandica
El estornino de Melanesia (Aplonis zelandica) es una especie de ave paseriforme de la familia Sturnidae endémica del sureste de Melanesia.

## Descripción
El estornino de Melanesia mide alrededor de 19 cm de largo. Su plumaje es pardo, con tonos castaños en las alas y bajo la cola. Su cola es corta y de terminación cuadrada. El iris de sus ojos es castaño. Su pico es robusto y ligeramente curvado hacia abajo.

## Distribución y hábitat
Esta es especie habita en Vanuatu y el extremo suroriental de las Islas Salomón (Nendo y Vanikoro).
Su hábitat natural son los bosques de tierras bajas tropicales. Esta especie está amenazada por la pérdida de hábitat resultante de la fuerza derivada de la superpoblación humana en las islas.